# Brian Fuentes
Brian Fuentes (Capital Federal, Buenos Aires, 4 de marzo de 1976) es un exfutbolista argentino que se desempeñaba como delantero. Tuvo una extensa trayectoria deportiva, tanto a nivel nacional como internacional.

## Clubes
| Club              | País      | Año       |
| ----------------- | --------- | --------- |
| Banfield          | Argentina | 1996-1997 |
| Sportivo Italiano | Argentina | 1997-1998 |
| Arsenal           | Argentina | 1998-1999 |
| Nueva Chicago     | Argentina | 1999-2000 |
| Foggia            | Italia    | 2000      |
| Cruz Azul         | México    | 2001      |
| River Plate       | Uruguay   | 2001-2002 |
| União             | Portugal  | 2002-2003 |
| Ariano            | Italia    | 2003      |
| Selangor          | Malasia   | 2004-2006 |
| Zamora            | Venezuela | 2006      |
| Almagro           | Argentina | 2007      |
| Deportivo Morón   | Argentina | 2007-2008 |
| Talleres (RdE)    | Argentina | 2008-2009 |
| San Telmo         | Argentina | 2009-2010 |
| Berazategui       | Argentina | 2010-2011 |